# 蠕蠕公主
蠕蠕公主（530年—548年5月6日），郁久闾氏，柔然可汗阿那瓌第二女。柔然强盛，与西魏通和，想连兵东伐东魏。东魏执政渤海王高欢令杜弼出使柔然，为世子高澄求婚。阿那瓌说：“高王自娶则可。”高欢犹豫，尉景与王妃娄昭君、高澄劝请，高欢听从。武定三年（545年），使慕容俨去娉之，号为蠕蠕公主。八月，高欢在下馆迎接，阿那瓌派他弟弟秃突佳来送女儿，且报聘，告诫说：“待见外孙，然后返国。”公主性严毅，一生不肯说汉语。高欢有病，没能去公主的住所，秃突佳生气，高欢自射堂坐着车舆去公主。高欢去世，其子高澄从柔然習俗收继蠕蠕公主，並生下了一個女兒。武定六年四月十三日（548年5月6日），蠕蠕公主在并州王宫中去世，同年五月卅日葬于北齐王陵北一里。

## 影視創作
| 飾演蠕蠕公主的演員 | 影視作品                             |
| 白珊               | 《陸貞傳奇》(于正工作室2013年電視劇) |

## 延伸阅读
[在维基数据编辑]
 《北史·卷014》，出自李延壽《北史》
 在维基共享资源阅览影像